# Große Mauer in Südchina
Koordinaten: 27° 56′ N, 109° 28′ O
Die Große Mauer in Südchina (chinesisch 中国南长城, Pinyin Zhōngguó nán chángchéng, Nanfang changcheng 南方长城, Nan changcheng 南长城) oder Miaojiang-Grenzmauer (苗疆长城,  Miáo chángchéng) ist eine im heutigen Autonomen Bezirk Xiangxi der Tujia und Miao (湘西土家族苗族自治州) im Westen der chinesischen Provinz Hunan befindliche 190 km lange ehemalige Grenzmauer, deren größter Teil sich im Kreis Fenghuang (Xiangxi) befindet.
Mit ihrem Bau wurde in der Zeit der Ming-Dynastie zum Schutz vor den Minderheiten in Südchina, insbesondere der Miao (Hmong)-Nationalität (苗族, Miáozú), begonnen. Die Mauer erstreckte sich durch den Westen der Provinz Hunan „von Tingziguan über Huanghuiying, Xinfenghuangying, Alaying, Quanshengying, Fenghuangting, Deshengying und Zhengxiying bis nach Xiqueying.“
Die Alte Festung im Kreis Fenghuang (Fenghuang guchengbao 凤凰古城堡) umfasst auch die alte befestigte Stadt Huangsiqiao 黄丝桥古城, die alte Festung Shujiatang 舒家塘古堡寨, Abschnitte der Miaojiang-Grenzmauer und weitere alte befestigte Orte und Verteidigungsanlagen. Sie steht seit 2006 auf der Liste der Denkmäler der Volksrepublik China (6-678).